# Young Buckethead Vol. 1
Young Buckethead Vol. 1 är den andra DVD-filmen av gitarristen Buckethead, släppt år 2006 på etiketten Jas Obrecht, Avabella.

## Innehåller
- Deli Creeps vid Cactus Club 11/24/90
- Deli Creeps Soundcheck 11/24/90
- Buckethead  i källaren 5/21/91
- Buckethead's bakgårdsolo 6/16/91

## Lista över medverkande
- Buckethead
- Maximum Bob
- Pinchface
- Tony Black